# Zaslaná pošta (film)
Zaslaná pošta (v anglickém originále Terry Pratchett's Going Postal nebo pouze Going Postal) je třetí ze série televizních filmů natočených společností The Mob pro britský kanál Sky1 na motivy humorné fantasy ságy Zeměplocha britského spisovatele Terryho Pratchetta. Dvojdílný snímek Zaslaná pošta (podle stejnojmenného románu) byl ve Spojeném království poprvé odvysílán ve dnech 30. a 31. května 2010. V Česku a s českým dabingem byl poprvé uveden na stanici HBO ve dnech 15. a 16. října 2010, na BD vyšel 20. dubna 2011.

## Příběh
Vždycky jsem věděl, že bohové mají smysl pro humor… Těmito slovy začíná vyprávět Vlahoš von Rosret svůj příběh a jak zmiňuje v další větě, je terčem jejich žertů on. Jako mladý přišel o rodiče a tak začal podvádět, aby se uživil. Nikdy nechtěl nikomu ublížit, přesto ale způsobil mnoho zla a měl být za to popraven. Pokus o útěk se mu nezdařil (respektive poté, co se mu podařilo vydloubat lžící a vyndat ohromný kámen ze stěny vězení, našel jen další lžíci). Když už je přesvědčen, že je s ním konec, zachrání ho lord Vetinari s tím, že buď může obnovit ankh-morporský poštovní úřad nebo může odejít dveřmi vedoucími do hluboké propasti. Rosret si zvolí poštu, plánuje ale také útěk. Úkol jej střežit ale dostane golem Pumpa 19, který svou práci plní více než dobře a Rosret tedy musí skutečně pracovat na poště.
Při prvním pohledu na úřad se Rosret vyděsí: všude jsou stohy dopisů a má jen dva podivné zaměstnance, mladšího pošťáka Grešleho, kterému je již přes 70 let, a mladého Slavoje, jehož vášní je sbírání špendlíků. To ale ještě není to nejhorší, Rosret se dozví, že všichni poštmistři, kteří tu dosud působili, zemřeli strašlivou smrtí. Také sám zjistí, že poštovní úřad má svou duši a tajemství a často mu ukazuje, co svými činy způsobil. Proti „zastaralé“ poště navíc stojí podnikatel Nadosah Pozlátko se svým systémem klikacích semaforů, které jsou mnohem rychlejší. Vlahoši však pomůže krásná slečna Srdénková, se kterou se seznámí, když chce zneškodnit pana Pumpu 19, přičemž zjistí, že její otec vlastně vymyslel semafory.
Postupem času se vše zlepší, Rosret si nakloní své dva podřízené (povýšením a špendlíkem) a pošta začíná díky Vlahošovým schopnostem a několika vynálezům (například systém poštovních známek, který vyvolá filatelistickou mánii po celém Ankh-Morporku) fungovat. Konkurence Pozlátka je čím dál tím horší a Rosret navíc musí slečně Srdénkové přiznat, že má vinu na jejím neštěstí. Poté vypukne na poště požár a Rosreta se pokusí zabít vrah poštmistrů, bánší pan Tragoječ, kterého na něj poslal Pozlátko. Jejich spor se stupňuje a Rosret navíc musí zajistit opravu budovy pošty, na což ale nemá peníze a tak se pokusí o podvod. Předstírá, že mu bohové řekli, kde je poklad, který však na ono místo zakopal on jako část uloupeného jmění ze své minulosti. Pro efekt si na oči nasadí želví vejce. Tento pokus mu ale nevyjde, takže nakonec i díky posile pošťáků a rozbití semaforů vyzve Pozlátka na závod, jestli informaci doručí dříve pošta nebo semafory. Rosret dá vsázku svůj život.
Semafory jsou sice rychlejší, ale Rosret, slečna Srdénková, která mu odpustila, když zjistila, že jí Pozlátko zabil bratra a chce se mu pomstít, pošťáci a pan Pumpa mají plán: do oběhu semaforů vloží informaci o tom, koho všeho Pozlátko zabil. Plán jim vyjde, když už dávají Rosretovi na krk provaz, ona zpráva dojde. I přesto by nehodou Rosret přišel o život, nebýt prve tak nenáviděného pana Pumpy, který ho zachytí. Rosret tedy nakonec zvítězí, protože pošta doručí správnou zprávu, slečna Srdénková dostane semafory, které jí právem patří a oba tak ovládnou ankh-morporskou komunikaci. Pozlátko, který dostane druhou šanci u lorda Vetinariho jako prve Rosret, raději zvolí propast.

## Obsazení
| Richard Coyle          | Vlahoš von Rosret                                     |
| David Suchet           | Nadosah Pozlátko                                      |
| Charles Dance          | lord Havelock Vetinari, Patricij Ankh-Morporku        |
| Claire Foyová          | Krasomila Adoráta Srdénková                           |
| Marnix Van Den Broeke  | pan Pumpa, golem                                      |
| Steve Pemberton        | Rufus Važuzel, sekretář Patricije                     |
| Andrew Sachs           | Toliver Grešle, mladší pošťák                         |
| Tamsin Greigová        | Sacharóza Rezámková, novinářka                        |
| Ingrid Bolsø Berdalová | seržant Angua, příslušnice Městské hlídky             |
| Adrian Schiller        | pan Tragoječ, bánší                                   |
| Ian Bonar              | Slavoj Zálepka, pošťák                                |
| Madhav Sharma          | Kryšpín Kůňpeč                                        |
| Timothy West           | Vzoromil Výsměšek, arcikancléř Neviditelné univerzity |
| Terry Pratchett        | cameo jako pošťák                                     |